# Danao (Cebu)
Danao is een stad in de Filipijnse provincie Cebu. Bij de census van 2015 telde de stad ruim 136 duizend inwoners.

## Geschiedenis
Danao werd op 7 juni 1961 een stad.

## Geografie

### Topografie
Danao ligt aan de noordoostkust van het eiland Cebu. De stad wordt omgeven door de gemeente Catmon in het het noorden, Compostela in het zuidoosten, de stad Cebu City in het zuidwesten en de gemeente Asturias in het westen. In het oosten ligt de Camoteszee.

### Bestuurlijke indeling
Danao is onderverdeeld in de volgende 42 barangays:
| - Baliang - Bayabas - Binaliw - Cabungahan - Cagat-Lamac - Cahumayan - Cambanay - Cambubho - Cogon-Cruz - Danasan - Dungga - Dunggoan - Guinacot - Guinsay | - Ibo - Langosig - Lawaan - Licos - Looc - Magtagobtob - Malapoc - Manlayag - Mantija - Masaba - Maslog - Nangka - Oguis - Pili | - Poblacion - Quisol - Sabang - Sacsac - Sandayong Norte - Sandayong Sur - Santa Rosa - Santican - Sibacan - Suba - Taboc - Taytay - Togonon - Tuburan Sur |

## Demografie
Danao had bij de census van 2015 een inwoneraantal van 136.471 mensen. Dit waren 17.219 mensen (14,4%) meer dan bij de vorige census van 2010. Ten opzichte van de census van 2000 was het aantal inwoners gegroeid met 37.690 mensen (38,2%). De gemiddelde jaarlijkse groei in die periode kwam daarmee uit op 2,14%, hetgeen hoger was dan het landelijk jaarlijks gemiddelde over deze periode (1,72%).

De bevolkingsdichtheid van Danao was ten tijde van de laatste census, met 136.471 inwoners op 107,3 km², 1271,9 mensen per km².

## Economie
Danao is vooral bekend vanwege de uitgebreide wapenindustrie

## Geboren in Danao
- Alejandro Almendras (27 februari 1919), politicus (overleden 1995).